# Kapgang
Kapgang (tiếng Anh: Speed Walking) là một bộ phim truyền hình Đan Mạch năm 2014 của đạo diễn Niels Arden Oplev. Nó dựa trên một cuốn tiểu thuyết cùng tên của Morten Kirkskov.

## Nội dung
Năm 1976 tại tỉnh Đan Mạch, Martin, 14 tuổi (Villads Bøye) sắp sửa xác nhận khi mẹ anh qua đời vì ung thư.  Những tuần dẫn đến sự xác nhận của anh ta rất khó khăn và hỗn loạn, vì cha và anh trai của Martin đang quẫn trí và Martin phải cố gắng giữ gia đình bên nhau. Ngoài ra, anh ta phải đối phó với tình cảm của mình, tình dục và tình bạn.

## Diễn viên
- Villads Bøye vai Martin
- Frederik Winther Rasmussen vai Kim
- Kraka Donslund Nielsen vai Kristine
- Anders W. Berthelsen vai Hans
- Sidse Babett Knudsen vai Lizzie [9]
- Pilou Asbæk vai Onkel Kristian
- Jens Jørn Spottag
- Jakob Lohmann
- Christine Gjerulff
- Anette Støvelbæk
- Kristian Halken
- Steen Stig Lommer
- Stine Stengade
- Anne Louise Hassing
- David Dencik [10]